# Appio Nicomaco Destro
Appio Nicomaco Destro (in latino: Appius Nicomachus Dexter; fl. 431-432) è stato un politico romano dell'Impero romano d'Occidente.

## Biografia
Suo nonno era Virio Nicomaco Flaviano, importante esponente politico dell'aristocrazia pagana romana, suicidatosi dopo la sconfitta di Eugenio nella battaglia del Frigido. Era imparentato con Clemenziano, probabilmente nipote di Nicomaco Flaviano (prefetto del pretorio nel 431-432) ed evidentemente discendente di Appio Claudio Tarronio Destro.
Fu praefectus urbi di Roma, prima del 432; lo si deduce dall'iscrizione della statua che eresse in onore del nonno durante la prefettura del pretorio dello zio Nicomaco Flaviano.
Come già i suoi antenati, ebbe interessi letterari. In particolare curò una edizione dell'opera di Tito Livio, che ebbe un successo tale da far ipotizzare che ad essa vada fatta risalire l'uscita di circolazione di alcuni libri completi dell'opera.